# SN 2005ab
SN 2005ab – supernowa typu II odkryta 5 lutego 2005 roku w galaktyce NGC 4617. W momencie odkrycia miała maksymalną jasność 16,70m.